# StrongARM

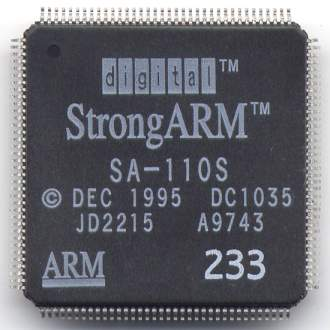
DEC StrongARM SA-110 마이크로프로세서

StrongARM(스트롱암)은 디지털 이큅먼트 코퍼레이션이 개발한 컴퓨터 마이크로프로세서 계열의 하나로서, 1990년대 말에 ARM v4 명령어 집합을 구현하였으며 1990년대 말에 제조되었다. 나중에 1997년 인텔에 인수되었으며 계속 StrongARM을 제조하다가 2000년대 초에 XScale로 대체되었다.

## 역사
StrongARM은 더 빠른 ARM 마이크로프로세서를 만들기 위해 DEC와 어드밴스트 RISC 머신스 간의 협업 프로젝트였다. StrongARM은 당시 ARM보다 더 많은 성능을 필요로 하는 저성능 임베디드 시장의 문제를 해결하기 위해 설계되었다. 더 새로운 개인 정보 단말기, 셋톱박스와 같은 장치들이 대상이었다.
전통적으로 DEC의 반도체 부문은 매사추세츠주에 위치해 있었다. 실리콘밸리의 디자인 인재의 접근을 확충하기 위해 DEC는 팰로앨토에 디자인 센터를 설립하였다. 이 디자인 센터는 Dan Dobberpuhl에 의해 주도되었으며 StrongARM 프로젝트의 주된 디자인 사이트였다. 이 프로젝트로 작업한 다른 디자인 사이트는 텍사스주 오스틴에 위치하였으며 애플과 모토로라에서 복귀한 전 DEC 디자이너들 몇몇이 설립하였다. 이 프로젝트는 1995년에 구축되었으며 발빠르게 최초의 디자인 SA-110을 조달하였다.
DEC는 1997년 소송 합의의 일환으로 StrongARM을 인텔에 판매하는 것에 동의하였다. 인텔은 RISC 프로세서 계열(i860, i960)을 대체하기 위해 StrongARM을 사용하였다.
DEC의 반도체 부문이 인텔에 인수되었을 때 팰로앨토 디자인 그룹의 수많은 엔지니어들이 네트워크 시장을 위한 MIPS 단일 칩 체제 (SoC) 제품을 설계하는 스타트업 기업 브로드컴으로 이주하였다. 오스틴 디자인 그룹은 핸드헬드 시장을 위해 MIPS SoC를 설계하는 또다른 스타트업 기업인 알케미 세미컨덕터를 분리시켰다. 새로운 StrongARM 코어는 인텔에 의해 개발되었으며 2000년에 XScale로 선보이게 되었다.

## 반도체
- SA-110
- SA-1100
- SA-1110
- SA-1500

## 추가 문헌
- "StrongARM-1500 Grapples With MPEG-2". (8 December 1997). en:Microprocessor Report.
- Halfhill, Tom R. (19 April 1999). "Intel Flexes StrongArm With New Chips". en:Microprocessor Report.
- Litch, Tim; Slaton, Jeff (March/April) 1998). "StrongARMing Portable Communications". IEEE Micro. pp. 48–55.
- Santhanam, S. et al. (November 1998). "A low-cost, 300-MHz, RISC CPU with attached media processor". IEEE Journal of Solid-State Circuits, vol. 33, no. 11. pp. 1829–1839.
- Turley, Jim (13 November 1995). "StrongArm Punches Up ARM Performance". en:Microprocessor Report.
- Turley, Jim (15 September 1997). "SA-1100 Puts PDA on a Chip". en:Microprocessor Report.
- Witek, Rich; Montanaro, James (1996). "StrongARM: A high-performance ARM processor". Proceedings of COMPCON '96, pp. 188–191.